# Liste der Einträge im National Register of Historic Places im Houston County (Minnesota)

Lage des Houston County in Minnesota

Die Liste der Einträge im National Register of Historic Places im Houston County in Minnesota führt alle Bauwerke und historischen Stätten im Houston County auf, die in das National Register of Historic Places aufgenommen wurden.

## Legende
| NRHP | Historic Place    |
| HD   | Historic District |

## Aktuelle Einträge
| [ 2 ] | Name                                        | Bild                                        | Eintragsdatum        | Lage                                                                                       | Ort                | Beschreibung                                                              |
| ----- | ------------------------------------------- | ------------------------------------------- | -------------------- | ------------------------------------------------------------------------------------------ | ------------------ | ------------------------------------------------------------------------- |
| 1     | Bridge No. 6679                             | Bridge No. 6679                             | 2011 ID-Nr. 11000468 | Brücke der MN 76 über den Root River 43° 44′ 18,7″ N, 91° 33′ 51,6″ W                      | Sheldon Township   | 1949 errichtete stählerne Gerberträger-Brücke                             |
| 2     | Bridge No. L4013                            | Bridge No. L4013                            | 1990 ID-Nr. 90000976 | Brücke der Township Road 126 über den Riceford Creek 43° 37′ 21,1″ N, 91° 42′ 21″ W        | Spring Grove       | 1915 errichtete steinerne Bogenbrücke                                     |
| 3     | Christian Bunge, Jr. Store                  | Christian Bunge, Jr. Store                  | 1982 ID-Nr. 82002964 | Iowa Avenue Ecke Main Street 43° 30′ 27,9″ N, 91° 27′ 49,9″ W                              | Eitzen             | 1890 errichtetes steinernes Gebäude                                       |
| 4     | Caledonia Commercial Historic District      | Caledonia Commercial Historic District      | 1994 ID-Nr. 94000830 | 101-205 East Main Street und 101-108 South Kingston Street 43° 38′ 4,6″ N, 91° 29′ 49,2″ W | Caledonia          | Gebiet von Backsteingebäuden, die zwischen 1872 und 1906 errichtet wurden |
| 5     | Daniel Cameron House                        | Daniel Cameron House                        | 1982 ID-Nr. 82002968 | 429-435 South 7th Street 43° 49′ 19″ N, 91° 18′ 27,7″ W                                    | La Crescent        | 1871 im Italianate-Stil errichtetes Haus eines Farmers und Politikers     |
| 6     | Church of the Holy Comforter-Episcopal      | Church of the Holy Comforter-Episcopal      | 1970 ID-Nr. 70000298 | Main Street 43° 41′ 39,2″ N, 91° 16′ 37,3″ W                                               | Brownsville        |                                                                           |
| 7     | Eitzen Stone Barn                           |                                             | 1982 ID-Nr. 82002965 | Südlich von Eitzen 43° 30′ 13″ N, 91° 27′ 50″ W                                            | Eitzen             |                                                                           |
| 8     | Houston County Courthouse and Jail          | Houston County Courthouse and Jail          | 1983 ID-Nr. 83000905 | Courthouse Square 43° 37′ 58″ N, 91° 29′ 45,2″ W                                           | Caledonia          | Im Jahr 1875 im Italianate-Stil errichtetes Gefängnisgebäude              |
| 9     | Jefferson Grain Warehouse                   | Jefferson Grain Warehouse                   | 1994 ID-Nr. 94001386 | Abseits der MN 26 43° 31′ 0,1″ N, 91° 16′ 46,1″ W                                          | Jefferson Township |                                                                           |
| 10    | Johnson Mill                                | Johnson Mill                                | 1982 ID-Nr. 82002966 | County Road 5 Ecke County Road 23 43° 32′ 19,2″ N, 91° 24′ 45,1″ W                         | Eitzen             | 1877 errichtete Wassermühle                                               |
| 11    | Portland Prairie Methodist Episcopal Church | Portland Prairie Methodist Episcopal Church | 1982 ID-Nr. 82002967 | Abseits der MN 76 43° 31′ 32,8″ N, 91° 29′ 28″ W                                           | Eitzen             | 1876 errichtete Kirche                                                    |
| 12    | Schech Mill                                 | Schech Mill                                 | 1978 ID-Nr. 78001548 | Abseits der County Road 10 43° 40′ 2,3″ N, 91° 34′ 50,5″ W                                 | Caledonia          | 1876 errichtete steinerne Wassermühle                                     |
| 13    | David R. and Ellsworth A. Sprague Houses    | David R. and Ellsworth A. Sprague Houses    | 1982 ID-Nr. 82002962 | 204 und 224 West Main Street 43° 38′ 5,5″ N, 91° 29′ 55,3″ W                               | Caledonia          | Zwischen 1900 und 1905 im georgianischen Stil errichtete Gebäude          |
| 14    | Spafford Williams Hotel                     | Spafford Williams Hotel                     | 1982 ID-Nr. 82002963 | East Main Street Ecke Marshall Street 43° 38′ 5,1″ N, 91° 29′ 46,1″ W                      | Caledonia          |                                                                           |
| 15    | Yucatan Fort Site                           |                                             | 1996 ID-Nr. 96001308 | Adresse nicht veröffentlicht                                                               | Yucatan Township   | Archäologische Stätte mit Fundstücken aus früheren Indianerkulturen       |

## Frühere Einträge
| [ 2 ] | Name                     | Bild | Eintragsdatum        | Lage                                                                  | Ort       | Beschreibung |
| ----- | ------------------------ | ---- | -------------------- | --------------------------------------------------------------------- | --------- | --- |
| 1     | Houston County Poor Farm |      | 1982 ID-Nr. 82002961 | County Road 12 westlich von Caledonia 43° 37′ 49,7″ N, 91° 34′ 0,9″ W | Caledonia | 1893 als eine in den USA verbreitete als Poor Farm bezeichnete Form eines Armenhauses errichtet; im Jahr 1990 abgerissen und aus dem Register gestrichen |